# Cerastidae
Cerastidae — семейство брюхоногих моллюсков. В семействе описано 130 тропических и субтропических видов.

## Распространение
Виды распространены в тропическом и субтропическом регионах на юге Сахары, в Саудовской Аравии, на Сокотре, Сейшелах, Мадагаскаре, в Индии, Шри-Ланке, северной части Австралии и Новой Гвинее.

## Описание
В репродуктивных органах улиток нет флагеллума, что и является отличительной чертой от сестринской группы Enidae. Улитка длиной от одного до пяти миллиметров.

## Систематика
В составе семейства:
- Cerastus Martens, 1860 typus
- Pachnodus Martens, 1860
- Rhachistia Connolly, 1922
- Rhachis Pfeiffer, 1856